# Lagartija

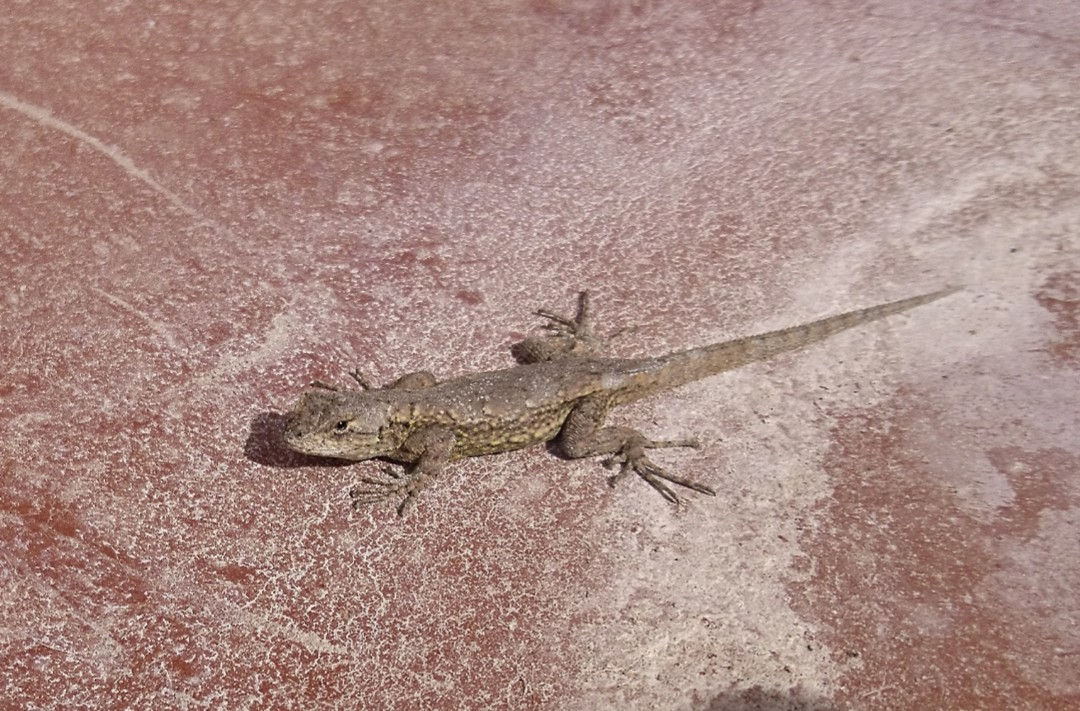
Lagartija sangra fría

Lagartija (en diminutivo de "lagarto") es un término usado en varios países como nombre común para denominar a algunas o todas las especies de ciertos géneros de las familias Anguidae, Lacertidae, Gekkonidae y Phrynosomatidae, orden Squamata. En España, específicamente en las provincias de Burgos, Cuenca y Palencia, "ligaterna" .

## Nombres comunes
| Nombre común                                         | País                                                            | Familia          | Género          | Especie                    |
| ---------------------------------------------------- | --------------------------------------------------------------- | ---------------- | --------------- | -------------------------- |
| Lagartija verde                                      | Bandera de Argentina · Bandera de Bolivia · Bandera de Paraguay | Teiidae          | Teius           | Teius teyou                |
| Lagartija rayada nortina                             | Bandera de Chile                                                | Lacertidae       | Liolaemus       | Liolaemus alticolor        |
| Lagartija parda                                      | Bandera de Chile                                                | Lacertidae       | Liolaemus       | Liolaemus altissimus       |
| Lagartija patagónica                                 | Bandera de Chile                                                | Lacertidae       | Liolaemus       | Liolaemus archeforus       |
| Lagartija de Atacama                                 | Bandera de Chile                                                | Lacertidae       | Liolaemus       | Liolaemus atacamensis      |
| Lagartija patagónica de Bibrón                       | Bandera de Chile                                                | Lacertidae       | Liolaemus       | Liolaemus bisignatus       |
| Lagartija de Boulenger                               | Bandera de Chile                                                | Lacertidae       | Liolaemus       | Liolaemus boulengeri       |
| Lagartija de Bürger                                  | Bandera de Chile                                                | Lacertidae       | Liolaemus       | Liolaemus buergeri         |
| Lagartija de Constanza                               | Bandera de Chile                                                | Lacertidae       | Liolaemus       | Liolaemus constanzae       |
| Lagartija de Copiapó                                 | Bandera de Chile                                                | Lacertidae       | Liolaemus       | Liolaemus copiapoensis     |
| Lagartija de Cristián                                | Bandera de Chile                                                | Lacertidae       | Liolaemus       | Liolaemus cristiani        |
| Lagartija de Curicó                                  | Bandera de Chile                                                | Lacertidae       | Liolaemus       | Liolaemus curicensis       |
| Lagartija de vientre azul                            | Bandera de Chile                                                | Lacertidae       | Liolaemus       | Liolaemus cyanogaster      |
| Lagartija de Donoso                                  | Bandera de Chile                                                | Lacertidae       | Liolaemus       | Liolaemus donosoi          |
| Lagartija de Eleodoro                                | Bandera de Argentina · Bandera de Chile                         | Lacertidae       | Liolaemus       | Liolaemus eleodori         |
| Lagartija de Fitzgerald                              | Bandera de Chile                                                | Lacertidae       | Liolaemus       | Liolaemus fitzgeraldi      |
| Lagartija de Fabián                                  | Bandera de Chile                                                | Lacertidae       | Liolaemus       | Liolaemus fitzingeri       |
| Lagartija oscura                                     | Bandera de Chile                                                | Lacertidae       | Liolaemus       | Liolaemus fuscus           |
| Lagartija de Gravenhors                              | Bandera de Chile                                                | Lacertidae       | Liolaemus       | Liolaemus gravenhorsti     |
| Lagartija de Hellmich                                | Bandera de Chile                                                | Lacertidae       | Liolaemus       | Liolaemus hellmichi        |
| Lagartija de Hernán                                  | Bandera de Chile                                                | Lacertidae       | Liolaemus       | Liolaemus hernani          |
| Lagartija de Isabel                                  | Bandera de Chile                                                | Lacertidae       | Liolaemus       | Liolaemus isabelae         |
| Lagartija de Isluga                                  | Bandera de Chile                                                | Lacertidae       | Liolaemus       | Liolaemus islugensis       |
| Lagartija de Ortiz                                   | Bandera de Chile                                                | Lacertidae       | Liolaemus       | Liolaemus juanortizi       |
| Lagartija lemniscata                                 | Bandera de Argentina · Bandera de Chile                         | Lacertidae       | Liolaemus       | Liolaemus lemniscatus      |
| Lagartija de líneas blancas                          | Bandera de Chile                                                | Lacertidae       | Liolaemus       | Liolaemus lineomaculatus   |
| Lagartija de Müller                                  | Bandera de Chile                                                | Lacertidae       | Liolaemus       | Liolaemus lorenzmulleri    |
| Lagartija colirroja                                  | Bandera de España                                               | Lacertidae       | Acanthodactylus | Acanthodactylus erythrurus |
| Lagartija aranesa                                    | Bandera de España                                               | Lacertidae       | Iberolacerta    | Iberolacerta aranica       |
| Lagartija carpetana                                  | Bandera de España                                               | Lacertidae       | Iberolacerta    | Iberolacerta cyreni        |
| Lagartija serrana                                    | Bandera de España                                               | Lacertidae       | Iberolacerta    | Iberolacerta monticola     |
| Lagartija ibérica                                    | Bandera de España                                               | Lacertidae       | Podarcis        | Podarcis hispanicus        |
| Lagartija parda                                      | Bandera de España                                               | Lacertidae       | Podarcis        | Podarcis liolepis          |
| Lagartija roquera                                    | Bandera de España                                               | Lacertidae       | Podarcis        | Podarcis muralis           |
| Lagartija andaluza                                   | Bandera de España                                               | Lacertidae       | Podarcis        | Podarcis vaucheri          |
| Lagartija colilarga                                  | Bandera de España                                               | Lacertidae       | Psammodromus    | Psammodromus algirus       |
| Lagartija cenicienta                                 | Bandera de España                                               | Lacertidae       | Psammodromus    | Psammodromus hispanicus    |
| Lagartija colilarga oriental                         | Bandera de España                                               | Lacertidae       | Psammodromus    | Psammodromus jeanneae      |
| Lagartija colilarga occidental                       | Bandera de España                                               | Lacertidae       | Psammodromus    | Psammodromus manuelae      |
| Lagartija peruana, lagartija de las playas o qalaywa | Bandera de Perú · Bandera de Ecuador · Bandera de Chile         | Tropiduridae     | Microlophus     | Microlophus peruvianus     |
| Lagartija del Napo                                   | Bandera de Perú · Bandera de Ecuador                            | Gymnophthalmidae | Alopoglossus    | Alopoglossus copii         |
| Lagartija del Marañón                                | Bandera de Perú                                                 | Gymnophthalmidae | Bachia          | Bachia vermiforme          |
| Lagartija                                            | Bandera de Perú                                                 | Gekkonidae       | Gonatodes       | Gonatodes humeralis        |
| Lagartija                                            | Bandera de Perú                                                 | Gekkonidae       | Hemidactylus    | Hemidactylus mabouia       |
| Lagartija                                            | Bandera de Perú                                                 | Gekkonidae       | Pseudogonatodes | Pseudogonatodes guianensis |
| Lagartija                                            | Bandera de Perú                                                 | Gekkonidae       | Thecadactylus   | Thecadactylus rapicauda    |
| Lagartija Azul                                       | Bandera de Venezuela                                            | Taeniidae        | Cnemidophorus   | Cnemidophorus lemniscatus  |
| Tuqueque                                             | Bandera de Venezuela                                            | Gekkonidae       | Thecadactylus   | Thecadactylus rapicauda    |
| Tutecas                                              | Bandera de Venezuela                                            | Gekkonidae       | Phyllodactylus  | Phyllodactylus sp.         |